# RCD 마요르카 B
RCD 마요르카 B(카탈루냐어: Reial Club Deportiu Mallorca B)는 스페인 발레아레스 제도 팔마데마요르카를 연고로 하던 축구단이다. 1967년에 창단되었으며, 세군다 페데라시온에 참가하고 있다. RCD 마요르카의 2군팀이기도 하다.

## 선수 명단

### 현역
참고: FIFA 자격 규정에 따라 소속된 국가대표팀 국기를 표시합니다. 선수는 복수의 FIFA 비회원국 국적을 가지고 있을 수 있습니다.
| 번호 | 포지션 | 국적     | 이름            |
| ---- | ------ | -------- | --------------- |
| 5    | DF     | 잉글랜드 | 세바스 웨이드   |
| 7    | FW     |          | 엘리엇 바로이스 |

| 번호 | 포지션 | 국적 | 이름                  |
| ---- | ------ | ---- | --------------------- |
| 25   | GK     |      | 림비다스 키리에예바스 |

## 역대 감독
| 감독               | 임기        |
| ------------------ | ----------- |
| 로렌소 세라 페레르 | 1983 ~ 1985 |
| 비센테 엥공가      | 2011        |